# Акин

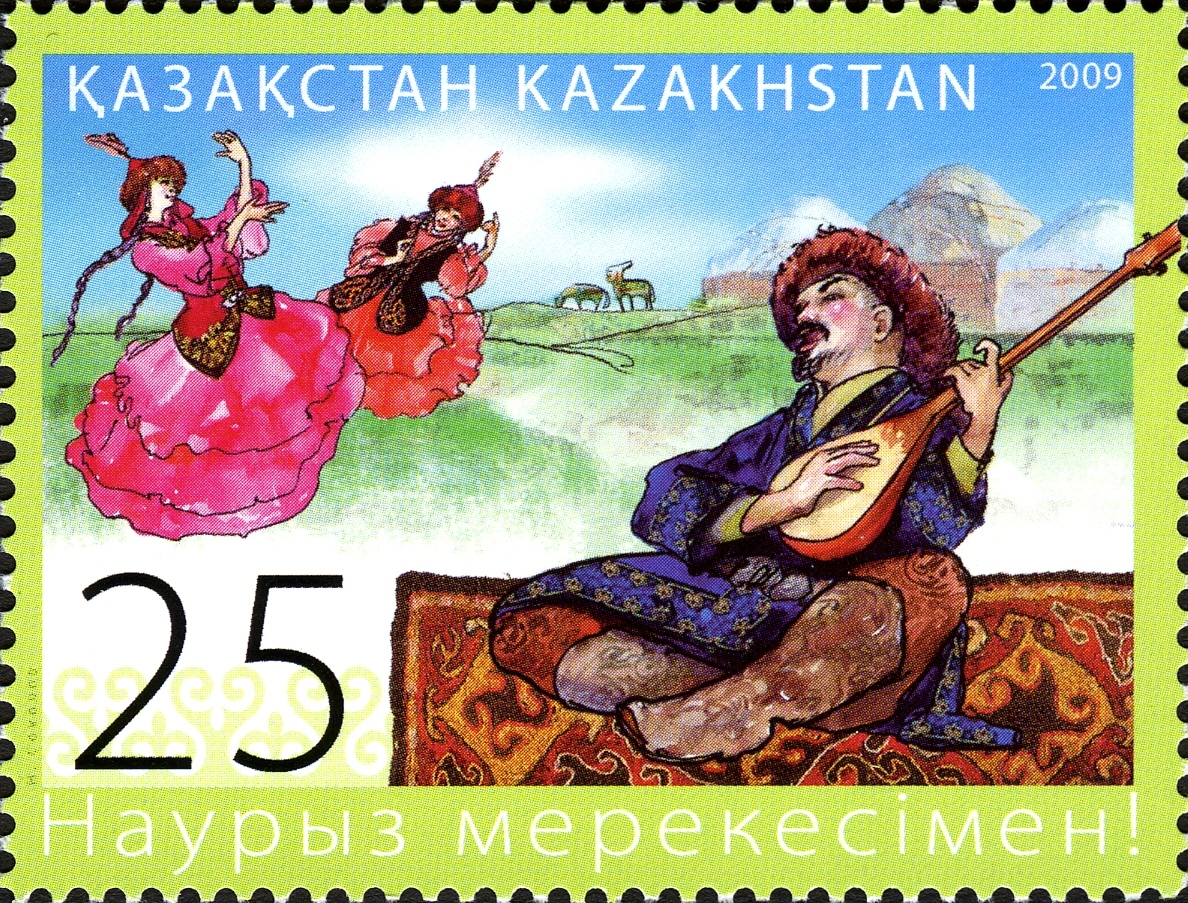
Акин на поштовій марці Казахстану, 2009

Аки́н — поет, оповідач у казахського, киргизького та ін. народів.
Є акини співці-імпровізатори, виконавці (жирші, ірчі, оленші), композитори-мелодисти. Мелодекламування віршів вони супроводжують грою на народному музичному інструменті — двострунній домбрі, кобизі. Вірші акини читають співуче під звуки домбри — струнного щипкового інструменту з трикутним або овальним корпусом, грифом і двома струнами.
Розвитку мистецтва імпровізації сприяли поетичні змагання (айтиси).
Акини у башкирів традиційно називаються сесенами. Сесени читають вірші під звуки башкирської триструнної думбири.
Цікаво, що акином, під час його заслання на Мангишлак, місцеві казахські племена адаївців з повагою називали Тараса Шевченка.[джерело?]

## Акини Казахстана
Акин часто повністю імпровізує, реагуючи на будь-які явища в суспільстві або на стан речей на всенародних святах тощо. На святах нерідко проводяться свого роду змагання акинів — айтис. Під час змагання акини, бавлячи народ, по черзі у віршованій формі намагаються висміяти один одного або обираючи будь-яку довільну тему. Іноді влада намагається піддати айтис цензурі, коли йдеться про владу чи політики.
Кочовий спосіб життя та швидкоплинний характер мистецтва акинів не дозволяв у минулому записати та зберегти твори на папері. Більшість творів акинів залишилася втраченою. 